# 芳賀秀次郎
芳賀 秀次郎（はが ひでじろう、1915年（大正4年）1月1日 - 1993年（平成5年）5月9日）は、日本の教育者、詩人、歌人。

## 人物・来歴
山形県白鷹町横田尻に生まれる。
1935年山形師範学校（現：山形大学地域教育文化学部）卒業後、山大教育学部附属小学校、山形南高、上山高での勤務を経て、長井高校長を務める。退職後、日大山形高校に移り教鞭を執った。旧制山形二中・山南には23年にわたり在籍し、児童文学作家である鈴木実は文芸部で指導を受けた。
アララギ派の歌人として出発し、1943年に情報局・朝日新聞主催の懸賞作詞「大日本の歌」が一位入賞。
戦後は、戦中の反省から短歌を捨て詩作におもむく。1952年に洋酒壽屋（現：サントリー）主催で公募された新国民歌では応募した「われら愛す」が一位で入選する。
それ以外にも、服部公一が作曲を手掛けた女声合唱組曲「紅花抄」や、県内の50を超える学校の校歌、山形銀行やヤマザワの歌などの作詞も手掛けた。
晩年は病を得て筆を絶ち、1993年5月9日心不全のため死去。享年78。
4男として山形放送でアナウンサー等を歴任し、2019年7月、参議院議員に当選した芳賀道也がいる。

## 受賞
- 山形県詩賞 - 1972年
- 斎藤茂吉文化賞 - 1984年[5]

## 主な著書
- 『錐について 詩集』げろの会、1957年。
- 『ことばと文章 高校生新書』 三一書房、1966年。
- 『出羽国叙情』 虹書房、1972年。
- 『若い友へ 人間教育者芳賀秀次郎校長の言葉から』芳賀秀次郎先生文言集「若い友ヘ」、1976年。
- 『体操詩集の世界 - 村野四郎』 右文書院、1983年。
- 『風鈴について』Y・K・C（山形教養センター）、1983年。
- 『わが暗愚小傳』ぐるうぷ場、2004年。

### 共著
- 黎明書房編集部編『教師の作文 一隅を照らす人びと』黎明書房、1954年。
- 真壁仁、佐藤総右、芳賀秀次郎『やまがた風景と抒情』東北出版企画、1976年。